# Pascale Trinquet-Hachin
Pour les articles homonymes, voir Hachin.
Pascale Trinquet-Hachin, plus rarement nommée Pascale Hachin-Trinquet, née le 11 août 1958 à Marseille, est une escrimeuse française. Membre de l'équipe de France de fleuret, elle est la première Française championne olympique à titre individuel dans cette arme.

## Biographie
Pascale Marie Odette Marcelle Trinquet naît en 1958 d'Edith et Bernard Trinquet, pharmaciens à Saint-Tropez. C'est au côté de sa sœur Véronique, de deux ans son ainée, qu'elle débute l'escrime. Le Maître Tourtain dispense leurs premières leçons.
Elle rejoint ensuite l'OGC Nice où elle fréquente le père de Pascale Casanova, qui nomme sa fille en référence à la jeune escrimeuse. Elle y suit l'enseignement du Maître Le Cabellec.
Pascale Trinquet se qualifie pour les Jeux olympiques de Moscou grâce à la défaite des fleurettistes soviétiques. Elle n'a alors aucun titre international à son actif. Durant ces olympiades, elle dispute cinq duels, dont quatre qu'elle remporte notamment face à Ecaterina Stahl et un perdu face à Barbara Wysoczańska, jusqu'à remporter le titre olympique. Elle devient alors la première championne olympique française en escrime. Trois jours plus tard, elle est à nouveau sacrée, cette fois-ci par équipes, avec Brigitte Latrille-Gaudin, Isabelle Begard, Véronique Brouquier et Christine Muzio. À la suite de son titre individuel, elle devient la première athlète à faire la une du périodique L’Équipe magazine après son sacre,.
À la suite de ces olympiades, la motivation de Trinquet-Hachin diminue largement. Elle est éliminée au début des championnats de France et du monde 1981 et n'apparaît presque plus sur les podiums, si ce n'est durant les Jeux olympiques d'été de 1984 à Los Angeles. Elle y remporte le bronze par équipes auprès de Laurence Modaine, Brigitte Latrille-Gaudin, Véronique Brouquier et Anne Meygret avant de s'éclipser de la scène sportive.
Elle est la capitaine des différentes équipes féminines de fleuret du Racing Club de France[Quand ?].
Après sa retraite sportive (annoncée en 1981 mais réellement prise en 1985), elle exerce comme pharmacienne dans la 16e arrondissement de Paris. Elle est notamment marraine de la promotion « Albert Besnard » (2017) de la Faculté de pharmacie de Paris,. 
Elle est mère de trois filles, Marie, Audrey et Louise, dont aucune ne pratique l'escrime.

## Distinctions
- Chevalier de la Légion d'honneur (1999)[17]
- Gloire du sport (2004)[3]

## Palmarès

### Sénior
- Jeux olympiques
  -  Médaille d'or en individuel aux Jeux olympiques d'été de 1980 à Moscou
  -  Médaille d'or par équipes aux Jeux olympiques d'été de 1980 à Moscou
  -  Médaille de bronze par équipes aux Jeux olympiques d'été de 1984 à Los Angeles[20]

- Championnats de France
  -  Médaille d'or en individuel aux championnats de France 1979
  -  Médaille d'or en individuel aux championnats de France 1980
  -  Médaille d'or par équipes aux championnats de France 1980

- Universiades
  -  Médaille d'or en individuel à l'Universiade d'été de 1979 à Mexico
  -  Médaille de bronze par équipes à l'Universiade d'été de 1977 à Sofia
  -  Médaille de bronze par équipes à l'Universiade d'été de 1983 à Edmonton

### Junior
- Championnats du monde juniors
  -  Médaille d'or en individuel aux championnats du monde juniors 1975 à Mexico[3]